# Angiosperm Phylogeny Group
L'Angiosperm Phylogeny Group è un gruppo di botanici sistematici che operano per stabilire una visione consensuale sulla tassonomia delle piante con fiori (angiosperme), avvalendosi dei recenti progressi della sistematica molecolare.

## Descrizione
Le piante con fiori, ora tecnicamente chiamate Magnoliophyta (Angiosperme), sono uno dei gruppi di organismi la cui classificazione è stata più radicalmente influenzata da quando è stato possibile analizzare su base molecolare i rapporti tra le diverse specie. Il sistema Cronquist, influente schematizzazione pubblicata nel 1981 da Arthur Cronquist, stava già per essere superata negli anni 1990 da schemi migliorati prodotti da W. S. Judd e altri. Anche questi ultimi si basavano su analisi della morfologia delle piante, su vari aspetti della struttura visibile delle piante.  L'analisi diretta del contenuto molecolare del materiale genetico ha reso possibile un approccio molto più vicino all'obiettivo cladistico di far riflettere la discendenza genetica nella classificazione. I dati molecolari che sono stati resi disponibili, a partire circa dal 1990, hanno chiarito la visione di alcuni rapporti e modificato radicalmente altri.
Questo balzo nella conoscenza ha indotto numerose proposte di cambiamento nelle classificazioni, e queste pongono problemi ai sistematisti ed agli utenti di queste classificazioni (ad esempio gli enciclopedisti). Riunendo ricercatori dalle maggiori istituzioni di tutto il mondo e pubblicando in concomitanza, l'Angiosperm Phylogeny Group si è posto come un punto di riferimento abbastanza affidabile, mettendo in chiaro dove la conoscenza è limitata o ancora in fermento, da permettere una classificazione stabile.
La prima pubblicazione APG risale al 1998, mentre nel 2003 viene pubblicata una revisione conosciuta come APG II 2003 o più semplicemente APG II. Le innovazioni principali sono:
- collocare un numero sostanziale di termini tassonomici la cui classificazione era stata lasciata indeterminata nella versione originale;
- offrire classificazioni alternative per alcuni gruppi nei quali, per esempio, un certo numero di famiglie possono essere considerate separate o possono essere riunite in un'unica famiglia più grande. Questi gruppi nell'APG II sono detti bracketed, ossia posti tra parentesi quadre.

Questi gruppi posti tra parentesi quadre sono stati introdotti per facilitare la transizione dalle classificazioni precedenti su base morfologica, ai nuovi sistemi basati sulle analisi molecolari, dato che il processo tende a produrre un numero di raggruppamenti tassonomici alquanto piccoli, ad esempio famiglie con un unico genere, che sono scomode per gli utenti finali. Come fanno notare gli autori di APG: "In genere accettiamo le opinioni degli specialisti... ma ci rendiamo conto che gli specialisti favoriscono quasi sempre la suddivisione dei gruppi...".
Ricercatori indipendenti, tra i quali alcuni membri stessi dell'APG, continuano a pubblicare le loro opinioni autonome sulla classificazione delle angiosperme e in nessun caso una classificazione può dirsi definitiva; rappresenta un'opinione consensuale (spesso di compromesso) in un determinato punto nel tempo, basata sullo stato della ricerca contemporanea, e appaiono di continuo nuovi risultati. Ciononostante, le pubblicazioni APG sono considerate sempre più come un autorevole punto di riferimento e molti botanici (inclusi alcuni contributori di Wikipedia) fanno affidamento su di esse, come una risorsa di documentazione tassonomica facilmente comprensibile e accessibile.
Nel 2009 l'Angiosperm Phylogeny Group ha pubblicato la Classificazione APG III (Angiosperm Phylogeny Group III), cioè la terza versione di classificazione scientifica delle piante angiosperme, che comprende tutti i 45 ordini del precedente sistema APG II con l'aggiunta di 14 nuovi ordini.
Nell'ottobre 2009, la Linnean Society propose una classificazione filogenetica di tutte le piante terrestri compatibile con la classificazione APG III per il fatto che, frequentemente, botanici e algologi non concordavano con l'assegnazione dei singoli gruppi alle categorie tassonomiche.